# ناتالی دلون
ناتالی دلون (فرانسوی: Nathalie Delon‎) (۱ اوت ۱۹۴۱ – ۲۱ ژانویه ۲۰۲۱) که با نام فرانسین کانووا (فرانسوی: Francine Canovas‎) زاده شد، مدل و هنرپیشه فرانسوی و همسر پیشین آلن دلون و مادر آنتونی دلون بود.
ناتالی دلون در ٢١ ژانویه ۲۰۲۱ در سن ٧٩ سالگی بر اثر ابتلا به سرطان درگذشت.
از فیلم‌هایی که وی در آن نقش داشته‌است، می‌توان به هشت زنگ به صدا در می‌آیند اشاره کرد.